# Carly Smithson

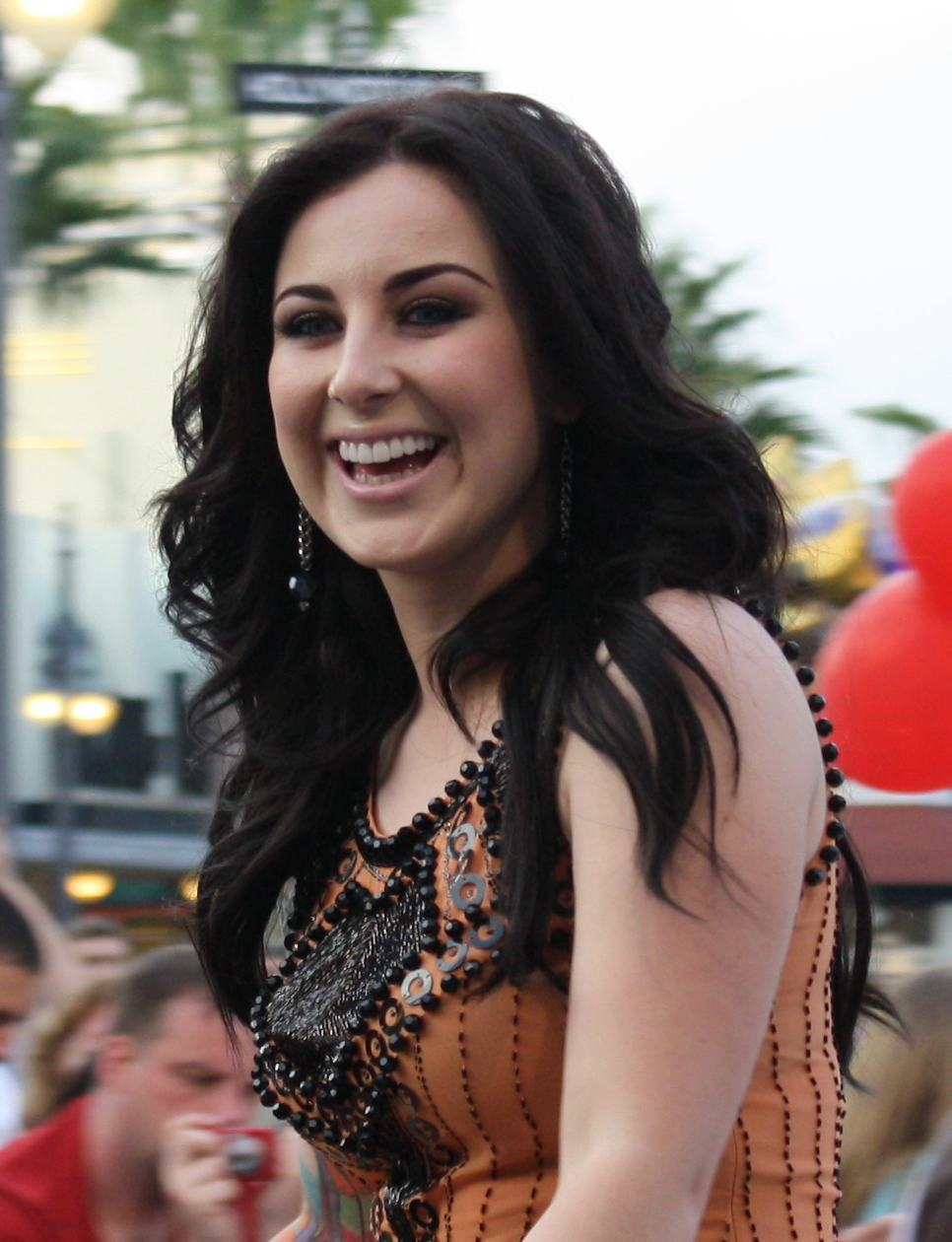
Carly Smithson (2009)

Carly Smithson (* 12. September 1983 in Dublin als Carly Sarah Hennessy) ist eine irische Soul-, Pop-, Rock- und Metal-Sängerin sowie Songschreiberin. In der siebten Staffel von American Idol erreichte sie den sechsten Platz. Von 2009 bis 2012 war sie Sängerin der Gothic-Metal-Band We Are the Fallen.
2001 veröffentlichte Smithson ihr erstes Studioalbum unter dem Namen Ultimate High. Nachdem sie den ehemaligen Evanescence-Gitarristen Ben Moody kennenlernte, wurden die Pläne für ihr erstes Solo-Album nach American Idol fallen gelassen. Stattdessen wurde Smithson Frontfrau der damals neu gegründeten Metal-Band We Are the Fallen, die nach dem ersten Studioalbum von Evanescence, Fallen, benannt wurde.
Smithson ist verheiratet und lebt mit ihrem Mann in San Diego, Kalifornien.